# Frank Kessler

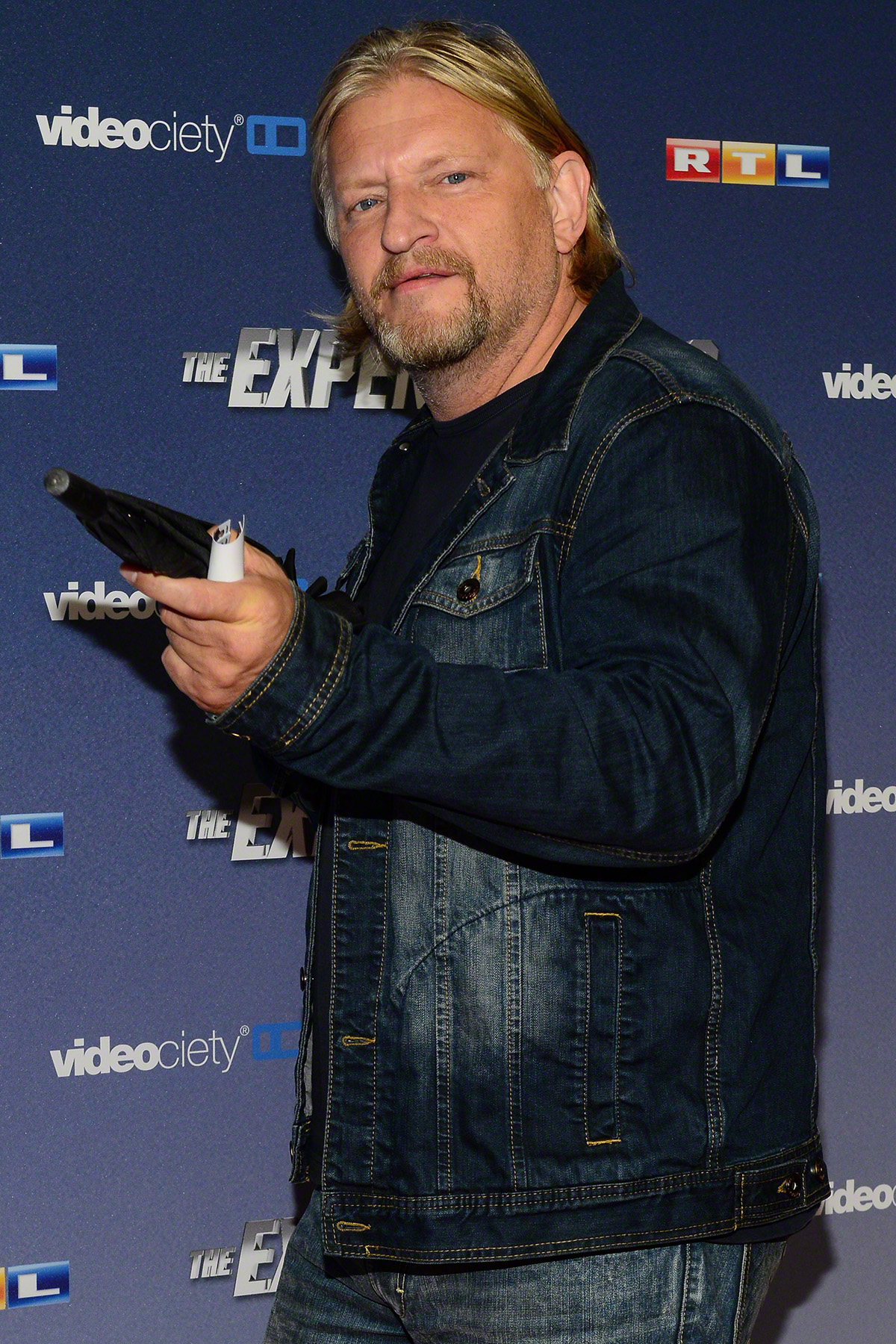
Frank Kessler auf der Premiere des Films The Expendables 3 am 6. August 2014 in Köln

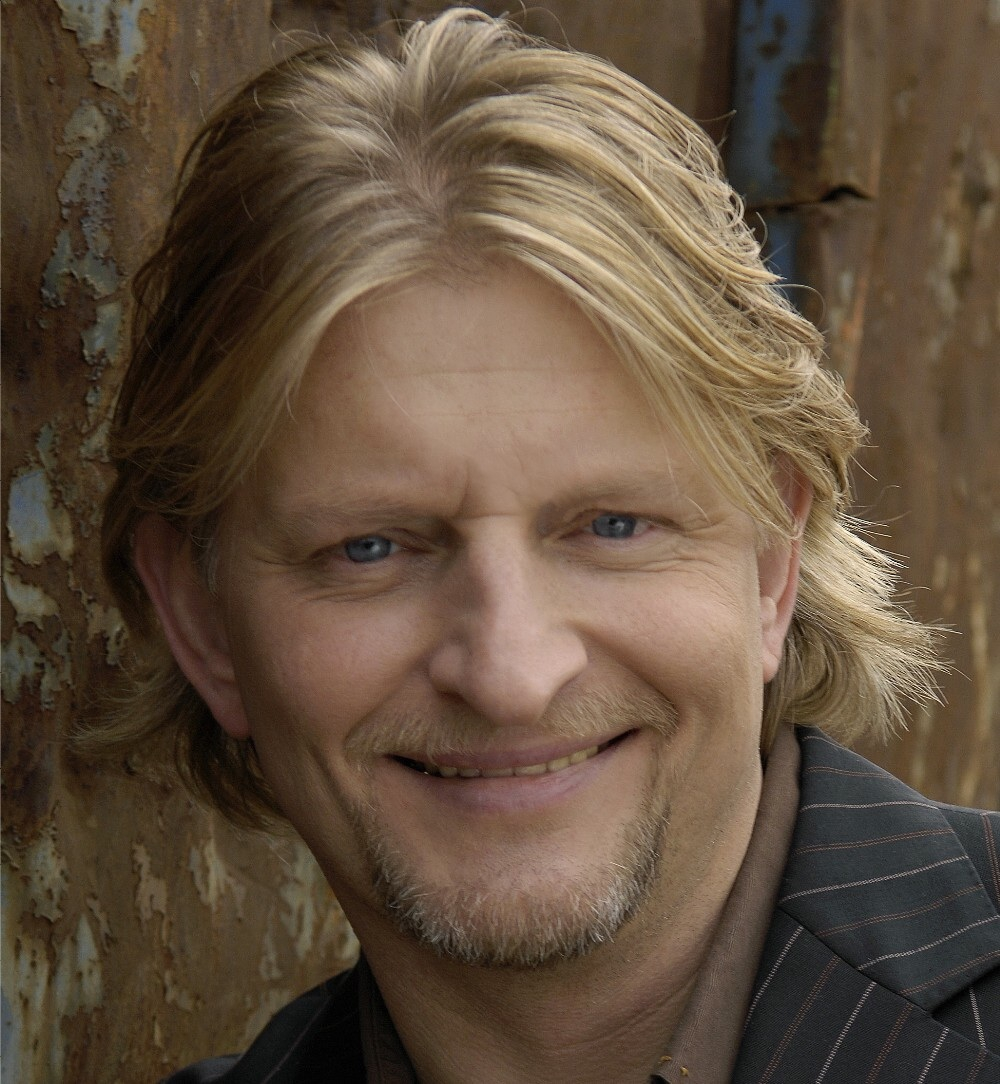
Frank Kessler (2008)

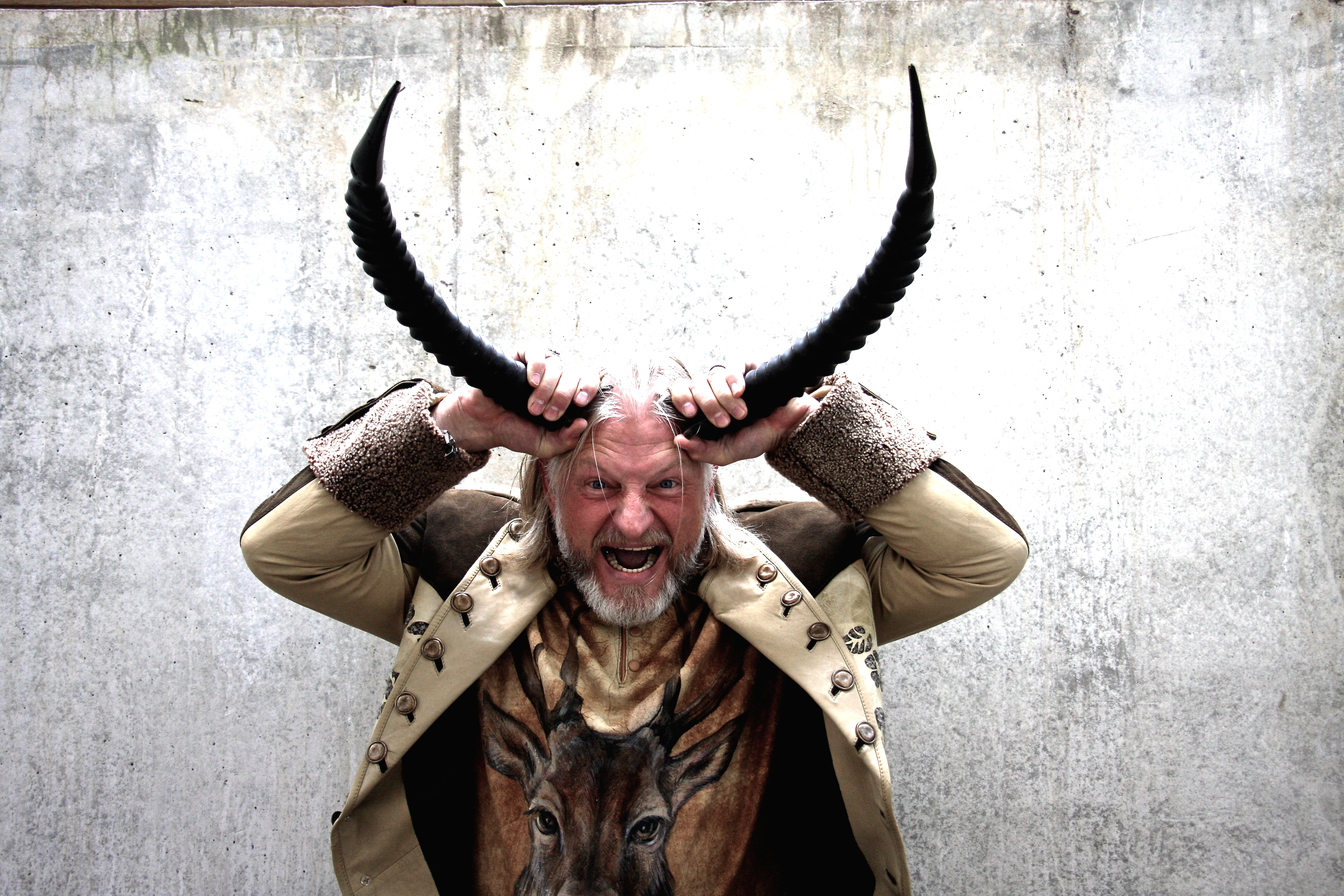
Fashion Shoot in Grunewald 2019

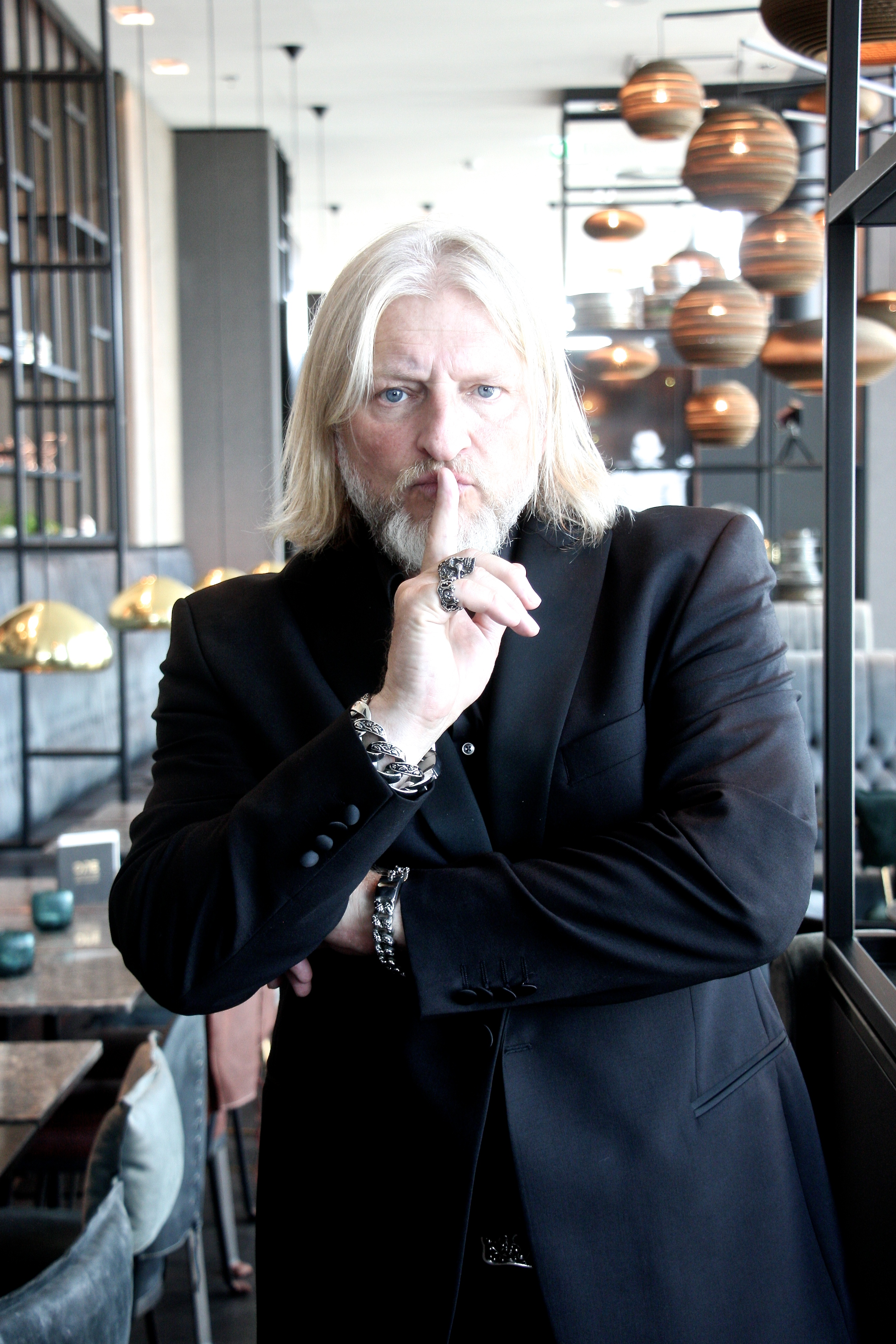
Frank Kessler 2019

Frank Kessler (* 14. Dezember 1961 in Ratingen) ist ein deutscher Schauspieler.

## Leben
Frank Kessler wurde in Ratingen geboren und wuchs in Berlin-Schöneberg auf. Er lernte Elektromaschinenbauer und arbeitete in verschiedensten Berufen. Schon während seiner Jugend wurde er im Kampfsport aktiv und absolvierte eine erfolgreiche Karriere in den Disziplinen Kung Fu, Taekwon-Do, Thai-/Kickboxen und Karate.  Er wurde Mitglied im Taekwon-Do Nationalkader und kämpfte in der Karate-Bundesliga. Während seiner Wettkampfzeit von 1980 bis 1992 errang Frank Kessler viele nationale und internationale Titel.
Am 17. April 2004 erreichte er im Taekwon-Do, den Titel eines Großmeisters 6. Dan, den er auch als einziger Schauspieler in Europa trägt. Zudem fungierte er als Trainer und Prüfer. Des Weiteren ist er Verbandsgründer des ersten Berliner Taekwon-Do Verbandes, dem heutigen TVBB.
Ebenso abenteuerlich wie seine Kampfsportler-Laufbahn entwickelte sich sein beruflicher Werdegang. Frank Kessler lernte Elektromaschinenbauer, arbeitete unter anderem als Flohmarkthändler, betrieb eine Detektei, arbeitete beim britischen Militär und war beim TÜV Berlin im Referat Umwelttechnik tätig. Er hat zwei abgeschlossene Berufsausbildungen und ein Sportstudium auf dem zweiten Bildungsweg.
Zur Schauspielerei kam Frank Kessler über den Kampfsport. Über das von ihm gegründete Kampfkunstteam Black Belt Team wurde man auf ihn aufmerksam und setzte ihn als Stuntman ein.
Erste Engagements beim Fernsehen und beim Theater folgten, bis 1994 die Entscheidung bei Ihm fiel, eine professionelle Schauspielausbildung bei Teelke Langhanke in Berlin zu absolvieren. 1997 schloss er diese erfolgreich mit einer Abschlussprüfung bei der ZBF / ZAV in Berlin ab.
Nach diversen Engagements im Fernsehen und seiner Schauspielausbildung arbeitet er regelmäßig als Schauspieler für Kino, TV, Theater und Werbung, tritt als Moderator auf und wird als Sprecher eingesetzt. Er wirkte u. a. in den Produktionen Männerpension, Das Leben ist eine Baustelle, Mörderischer Frieden, Cobra 11, Tatort, Wolffs Revier oder auch Dreileben, Die Päpstin und Henri 4 mit. Er spielt Theater und war bei den Karl-May-Spielen in Bad Segeberg (Winnetou und der Ölprinz) mit dabei, sowie beim Musical The Beatles – All you need is love, wo er die Rolle „Raymond the Roadie“, den Erzähler der Beatles Story, übernahm.
Er hat unter anderem bei der Verfilmung der „Die Geschichte der Hebamme“ für die ARD, eine Charakterrolle als Albrecht der Bär gespielt.
Mit Schauspielgrößen wie Sir Peter Ustinov, John Goodman, David Wehnham, Gudrun Landgrebe, Heiner Lauterbach, Christine Neubauer, Michael Mendel und Til Schweiger stand er gemeinsam vor der Kamera. Weiterhin arbeitete er mit bekannten Regisseuren wie Detlef Buck, Wolfgang Becker, Sönke Wortmann, Jo Baier, Christian Petzold, Dominik Graf, Jerome Savary oder Roland Suso Richter zusammen.
2016 war er für den RTL-Spendenmarathon unterwegs. Zum einen mit dem Botschafter Lars Riedel bei einer Segel Challenge in Griechenland und später in den Studios bei RTL in Köln.
Er produzierte ein TV-Format mit Storyhouse Film GmbH unter dem Titel Die Blutsbrüder, wo er nicht nur einer der Hauptdarsteller war, sondern auch der Ideengeber.
Frank Kessler wohnt mit seiner Ehefrau Doreen Kessler in Rostock. Hier führen sie zusammen das Männermodegeschäft "Männerherz".

## Filmografie
- 1997: Das Leben ist eine Baustelle
- 1997: Alarm für Cobra 11 – Die Autobahnpolizei – Shutgun
- 1998: Alarm für Cobra 11 – Die Autobahnpolizei – Schlag zu!
- 1998: Im Namen des Gesetzes – Schleichender Tod
- 1999: ’Ne günstige Gelegenheit
- 1999: Die Verbrechen des Professor Capellari
- 2000: Der Kapitän
- 2001: Unser Charly
- 2002: Die Rosenheim-Cops – Süße Lust
- 2004: Großstadtrevier
- 2004: SOKO Leipzig
- 2004: Eine zweimalige Frau
- 2005: Die Wache
- 2005: Herzlichen Glückwunsch
- 2006: Küstenwache
- 2006: Mörderischer Frieden
- 2007: Video Kings
- 2007: Tatort – Schleichendes Gift
- 2008: SOKO Wismar
- 2009: Die Päpstin
- 2010: Henri 4
- 2011: Der Staatsanwalt – Tod einer Ehe
- 2011: Tatort – Keine Polizei
- 2011: Dreileben – Etwas Besseres als den Tod
- 2011: Dreileben – Komm mir nicht nach
- 2011: Küstenwache – Gefährlicher Handel
- 2012: Morden im Norden – Tödliche Heilung
- 2013: Ein starkes Team – Prager Frühling
- 2013: Robin Hood und ich
- 2015: Blutsbrüder – Webserie
- 2015: Mila
- 2016: Das Geheimnis der Hebamme
- 2016: Alarm für Cobra 11 – Die Autobahnpolizei – Der Ernst des Lebens
- 2018: Das schönste Mädchen der Welt
- 2019: Die Drei von der Müllabfuhr – Dörte muss weg
- 2019: Die Drei von der Müllabfuhr – Baby an Bord
- 2019: SOKO Hamburg – Der Pferdeflüsterer
- 2019: SOKO Stuttgart – Ganz allein
- 2019: Friesland – Asche zu Asche
- 2020: Die Drei von der Müllabfuhr – Mission Zukunft
- 2020: Die Drei von der Müllabfuhr – Kassensturz
- 2021: Sportabzeichen für Anfänger
- 2021: Die Drei von der Müllabfuhr – Die Streunerin
- 2021: Die Drei von der Müllabfuhr – Operation Miethai
- 2022: Die Drei von der Müllabfuhr – Zu gut für die Tonne
- 2022: Die Drei von der Müllabfuhr – (K)eine saubere Sache
- 2023: In aller Freundschaft – Vatergefühle
- 2023: Die Drei von der Müllabfuhr – Altlasten
- 2023: Die Drei von der Müllabfuhr – Arbeit am Limit
- 2025: Die Drei von der Müllabfuhr – Der Neue
- 2025: Die Drei von der Müllabfuhr – Schutzgeld